# Warangal (miasto)
Warangal (telugu: వరంగల్) – miasto i stolica dystryktu w południowych Indiach w stanie Telangana, na wyżynie Dekan, na północny wschód od Hajdarabadu. Liczący 620 116 mieszkańców w 2011 r. Warangal jest drugim pod względem wielkości miastem stanu.
Do 02.06.2014 r. miasto należało do stanu Andhra Pradesh.
W mieście rozwinął się przemysł bawełniany, jedwabniczy oraz spożywczy.